# Riviermos
Riviermos (Dialytrichia mucronata) is een mossoort uit de kleimosfamilie (Pottiaceae). Het komt voor op steen en schors.

## Determinatie
Het mos is 1-3 cm hoog. De sporenkapsel is ellipsvormig tot cilindrisch. Het heeft een peristoom met 32 tanden.

## Ecologie
Riviermos komt voor op periodiek overstroomde stenen en op stammen van Wilgen en Populieren in de uiterwaarden.

## Verspreiding
In Nederland komt het riviermos zeldzaam voor.